# 진주 두방사 다층석탑
두방사 다층석탑(晉州 杜芳寺 多層石塔)은 대한민국 경상남도 진주시 문산읍 상문리 두방사에 자리하고 있는 탑으로, 원래 법륜사에 있던 것을 임진왜란으로 절이 없어져 이곳으로 옮겨 놓은 것이다.
1982년 8월 2일 경상남도의 유형문화재 제200호 두방사 다층석탑으로 지정되었다가, 2018년 12월 20일 현재의 명칭으로 변경되었다.

## 개요
두방사에 자리하고 있는 탑으로, 원래 법륜사에 있던 것을 임진왜란으로 절이 없어져 이곳으로 옮겨 놓은 것이다. 푸른빛이 도는 점판암을 이용해 만든 것으로 일명 청석탑(靑石塔)이라 한다.
기단부(基壇部)의 바닥돌은 탑을 옮겨 세울 때 새로 시멘트로 만들었고, 각 기단의 맨윗돌에는 연꽃을 새겨 장식하였다. 탑신부(塔身部)는 부서지기 쉬운 돌의 특성상 상자모양의 몸돌과 얇은 지붕돌을 교대로 높게 쌓아 올렸다.
새로 만든 바닥돌이 기단의 폭보다 좁고 높아 전체적인 균형이 맞지 않고 불안정하다. 하지만 다른 청석탑에 비해 보존상태가 매우 좋은 편으로 청석탑이 유행하던 고려시대 전기에 세운 것으로 추정된다.

## 참고 문헌
- 진주 두방사 다층석탑 - 국가유산청 국가유산포털